# 長井純市
長井 純市（ながい じゅんいち、1956年8月19日 - ）は、日本の歴史学者。元法政大学文学部教授、文学修士。専門は、日本近現代政治史。

## 概要
福島県磐城市（現在のいわき市小名浜）生まれ。1980年東京大学文学部国史学科卒業。福島県の県立高校教員を5年間務めた後、再び上京して法政大学大学院人文科学研究科に入学。1992年、同日本史学専攻博士課程単位取得満期退学。法政大学文学部で教授を務め、河野広中研究や棚橋小虎の日記翻刻を手がけている。

## 職歴
- 1980年　福島県の県立高校教員（ - 1985年）
- 1992年　聖心女子大学非常勤講師（ - 1998年）
- 1993年　文部省教科書調査官（ - 1998年）
- 1996年　東京大学文学部日本史学科非常勤講師（ - 1997年）
- 1998年　法政大学専任講師、法政大学史学会評議員就任、日本歴史学会評議員就任
- 1999年　法政大学助教授（のち准教授、- 2009年）昇任、大正大学文学部史学科非常勤講師（ - 2008年）
- 2004年　ジョージタウン大学訪問研究員（ - 2005年）
- 2010年　法政大学教授に昇任
- 2022年3月 法政大学定年退職

## 著書

### 単著
- 『河野広中』〈人物叢書〉（吉川弘文館、2009年）オンデマンド版　2024年　ISBN　9784642752510

### 編著
- 『渡辺千秋関係文書』（尚友倶楽部共編、山川出版社、1994年）
- 『新島村史　通史編』（「自治意識の向上」（567～586頁）・「東京都制と島嶼」（598～613頁）担当、ぎょうせい、1996年）
- 「渡辺千秋」（『近現代日本人物史料情報辞典』吉川弘文館、2004年）
- 『山県有朋関係文書』（山川出版社、2004～2007年）
- 『千葉市議会史　記述編（一）』（千葉市、2005年）
- 『木戸孝允関係文書』第一巻（伊藤隆ほか共編、東京大学出版会、2006～2009年）
- 『棚橋小虎日記（昭和二十年）』（渡辺穣・2006･2007年度法政大学日本近代史演習受講生共編、法政大学大原社会問題研究所、2009年）
- 『棚橋小虎日記（昭和十七年）』（渡辺穣・2008･2009･2010年度法政大学日本近代史演習受講生共編、法政大学大原社会問題研究所、2011年）

### 論文
- 「第6議会と鉄道同志会」（『日本歴史』461号、1986年）
- 「太平洋戦争下の郵便検閲制度について」（『史学雑誌』95編12号、1986年）
- 「日清修好条規締結交渉と柳原前光」（『日本歴史』475号、1987年）
- 「防共と防諜:防共並防諜事務連絡会議を中心として」（『史学雑誌』97編9号、1988年）
- 「総動員秘密保護法案について」（『日本歴史』489号、1989年）
- 「山県有朋と地方自治制度確立事業:明治21年の洋行を中心として」（『史学雑誌』100編4号、1991年）
- 「山県有朋と地方自治制度確立事業--地方債構想を中心に」（『日本歴史』535号、1992年）
- 「山県有朋と地方自治制度確立事業--参事院議長就任を中心として」（『法政史学』45号、1993年）
- 「木戸孝允覚書--分権論を中心として」（『法政史学』50号、1998年）
- 「研究余録 大隈重信の朝鮮開発構想」（『日本歴史』695号、2006年）
- 「Perry-Image:remembered in Japan」（『鴨台史学』6号、2006年）
- 「山県有朋と地方自治制度創設事業--三府特別市制問題を中心として--」（伊藤隆編『山県有朋と近代日本』吉川弘文館、2009年）
- 「河野広中覚書（上）」（『法政史学』72号、2009年）
- 「河野広中という政治家」（『本郷』81号、2009年）
- 「明治三二年府県制・郡制改正について」（『史学雑誌』119編1号、2010年）
- 「河野広中覚書（下）」（『法政史学』73号、2010年）
- 「韓国をめぐる河野広中の周辺」（『法政史学』74号、2010年）
- 「中国をめぐる河野広中の周辺」（『法政史学』76号、2011年）

### 書評
- 山田公平著『近代日本の国民国家と地方自治:比較史研究』,名古屋大学出版会,一九九一・二刊,A5,六四三頁,五六六五円（『史学雑誌』101編1号、1992年）
- 纐纈厚著『防諜政策と民衆:国家秘密法制史の検証』,昭和史叢書4法制,昭和出版,一九九一・一〇刊,四六,二四一頁,二〇六〇円（『史学雑誌』101編8号、1992年）
- 山本四郎編『日本近代国家の形成と展開』（『日本史研究』438号、1999年）
- 法政大学イノベーション・マネジメント研究センター、洞口治夫編『大学教育のイノベーター--法政大学創立者・薩［タ］正邦と明治日本の産業社会』,書籍工房早山,2008年4月（『イノベーション・マネジメント』6号、2009年）

### 『史学雑誌』5月号「回顧と展望」
- 「日本:近現代 三（一九九一年の歴史学界:回顧と展望）」（『史学雑誌』101編5号、1992年）
- 「日本:近現代 二（一九九九年の歴史学界:回顧と展望）」（岩壁義光・狩野雄一・柏木一朗・冨家一彦共著『史学雑誌』109編5号、2000年）

### 史料紹介
- 「田中光顕関係文書紹介（一）」（安岡昭男共編『法政大学文学部紀要』52号、2006年）
- 「田中光顕関係文書紹介（二）」（安岡昭男共編『法政大学文学部紀要』53号、2006年）
- 「田中光顕関係文書紹介（三）」（安岡昭男共編『法政大学文学部紀要』54号、2007年）
- 「田中光顕関係文書紹介（四）」（安岡昭男共編『法政大学文学部紀要』55号、2007年）
- 「田中光顕関係文書紹介（五）」（安岡昭男共編『法政大学文学部紀要』56号、2008年）
- 「田中光顕関係文書紹介（六）」（安岡昭男共編『法政大学文学部紀要』57号、2008年）
- 「田中光顕関係文書紹介（七）」（安岡昭男共編『法政大学文学部紀要』58号、2009年）
- 「田中光顕関係文書紹介（八）」（安岡昭男共編『法政大学文学部紀要』59号、2009年）
- 「田中光顕関係文書紹介（九）」（安岡昭男共編『法政大学文学部紀要』60号、2010年）
- 「田中光顕関係文書紹介（十）」（安岡昭男共編『法政大学文学部紀要』61号、2010年）
- 「田中光顕関係文書紹介（十一）」（安岡昭男共編『法政大学文学部紀要』62号、2011年）
- 「田中光顕関係文書紹介（十二）」（安岡昭男共編『法政大学文学部紀要』63号、2011年）
- 「杉原夷山宛田中光顕書翰について」（『日本歴史』761号、2011年）
- 「田中光顕関係文書紹介（十三）」（安岡昭男共編『法政大学文学部紀要』64号、2012年）
- 「杉原夷山宛田中光顕書翰紹介（続）」（『法政大学文学部紀要』66号、2013年）